# Rozsomák
A rozsomák (Gulo gulo) az emlősök (Mammalia) osztályának ragadozók (Carnivora) rendjébe, ezen belül a menyétfélék (Mustelidae) családjába és a rozsomákformák (Guloninae) alcsaládjába tartozó legnagyobb testű faj. Neve valamelyik szomszédos szláv nyelvből származhat. Népies neve: torkosborz. Jelenleg a Gulo nembe besorolt egyetlen faj. Lusta vadász, bár a nála nagyobb állatokat is képes elejteni és támadása az emberre is veszélyes lehet, de ha lehetősége van rá, inkább más ragadozók zsákmányát szerzi meg.

## Elterjedése, élőhelye
Skandináviában, Kelet-Európa északi részén, Észak-Ázsiában és Észak-Amerikában él, szinte kizárólag a tajgán (fenyőerdőkben) és a tundrán. A Baltikumból, Lengyelországból, Északnyugat-Oroszországból a történelem alatt szorították ki, ezekre a területekre az utóbbi évtizedekben újra visszatért. Amerikában olykor egész délen is megjelenik, láttak már rozsomákot Kaliforniában is. Csak ott található, ahol ellensége, a farkas nem.
2007 nyarán az állat Magyarországon nagy riadalmat keltett, amikor Balatonvilágoson több példány is elszabadult, és komoly károkat okozott. Az állatokat egy turistacsoport hozta be az országba.
A fosszilis maradványait barlangokban találták meg Magyarországon. Rozsomákcsont eddig nyolc magyarországi barlangból került elő, a Király-kúti-zsombolyból, a Lengyel-barlangból, a Pes-kő-barlangból, a Pilisszántói-kőfülkéből, a Puskaporosi-kőfülkéből, a Remete-barlangból, a Remete-hegyi-kőfülkéből és a Suba-lyukból.

## Alfajai
- Gulo gulo gulo (Linnaeus, 1758) – mely Eurázsia északi részén él
- Gulo gulo katschemakensis (Matschie, 1918)
- Gulo gulo luscus (Linnaeus, 1758) – mely Észak-Amerikában él
- Gulo gulo luteus (Elliot, 1904)
- Gulo gulo vancouverensis (Goldman, 1935) – mely a Kanadához tartozó Vancouver-szigeten él

## Megjelenése
Egy felnőtt rozsomák teste kb. 65–105 cm, a farka 13–26 cm, testtömege 9–30 kg. A nőstények legalább 10%-kal rövidebbek, a tömegük pedig általában 30%-kal kisebb. A menyétfélék legnagyobb faja, medveszerű, zömök, izmos testű; a bundája hosszú és tömött. Lába hosszú, széles mancsának ujjai között bőrhártya feszül. (Ez a hóba süllyedését csökkenti). Állkapcsa nagyon erős. Egy kisebb medvére emlékeztet, azoktól az oldalán végigfutó világos sáv különbözteti meg.

## Életmódja
A rozsomák magányosan vadászik 2000 km² körüli territóriumán, annak határait illatmirigyével, vizeletével, ürülékével jelöli meg. Életritmusával nem követi a sarkvidéki nappalok és éjszakák váltakozását, néhány óránként pihen, majd újra vadászni indul. Legfeljebb 18 évig élhet, de a vadonban 8–10 év után elpusztul. Mérete ellenére jól mászik fára, de főleg a talajon tartózkodik. Téli álmot nem alszik.

### Táplálkozása
Nyáron a lemmingeket ássa ki, a rénszarvas- vagy jávorszarvas-borjakat próbálja elfogni, a tundrán portyázva a télről maradt tetemeket és gyümölcsöket fogyaszt.
Télen az addig nehézkes állatból harcias ragadozó válik: a havon nesztelen siklással meglepi a fajdokat, havasi nyulakat. Bőrhártyás mancsaival a havon futva a nagyobb és gyorsabb állatokat is legyűri (amelyek nyáron elfutnának előle). Más ragadozók zsákmányát elorozza, a rókát, hiúzt, vagy szükség esetén akár a medvét vagy a farkast is megtámadja. Erős tarkóharapással teríti le áldozatát, amit nem tud megenni, azt elrejti, és később fogyasztja el: a torkos, zabáló névre egyáltalán nem szolgált rá. Az emberre is veszélyes lehet.

## Szaporodása
A párzási idő májusban van, a pár néhány hetet együtt tölt. A nőstény nagyjából 9 hónapig hordja kicsinyeit, mielőtt azok megszületnének. Február-márciusban 2–4 utód jön a világra, születéskor vakok és siketek. A kölykök 4 hetesen nyitják ki a szemüket, 10 hétig szopnak, majd a nőstény előrágott táplálékkal eteti őket. 3 hónaposan már felnőtt méretűek, 2 éves korukig az anyjuk mellett maradnak, 3 évesen lesznek ivarérettek.

## Természetvédelmi helyzete

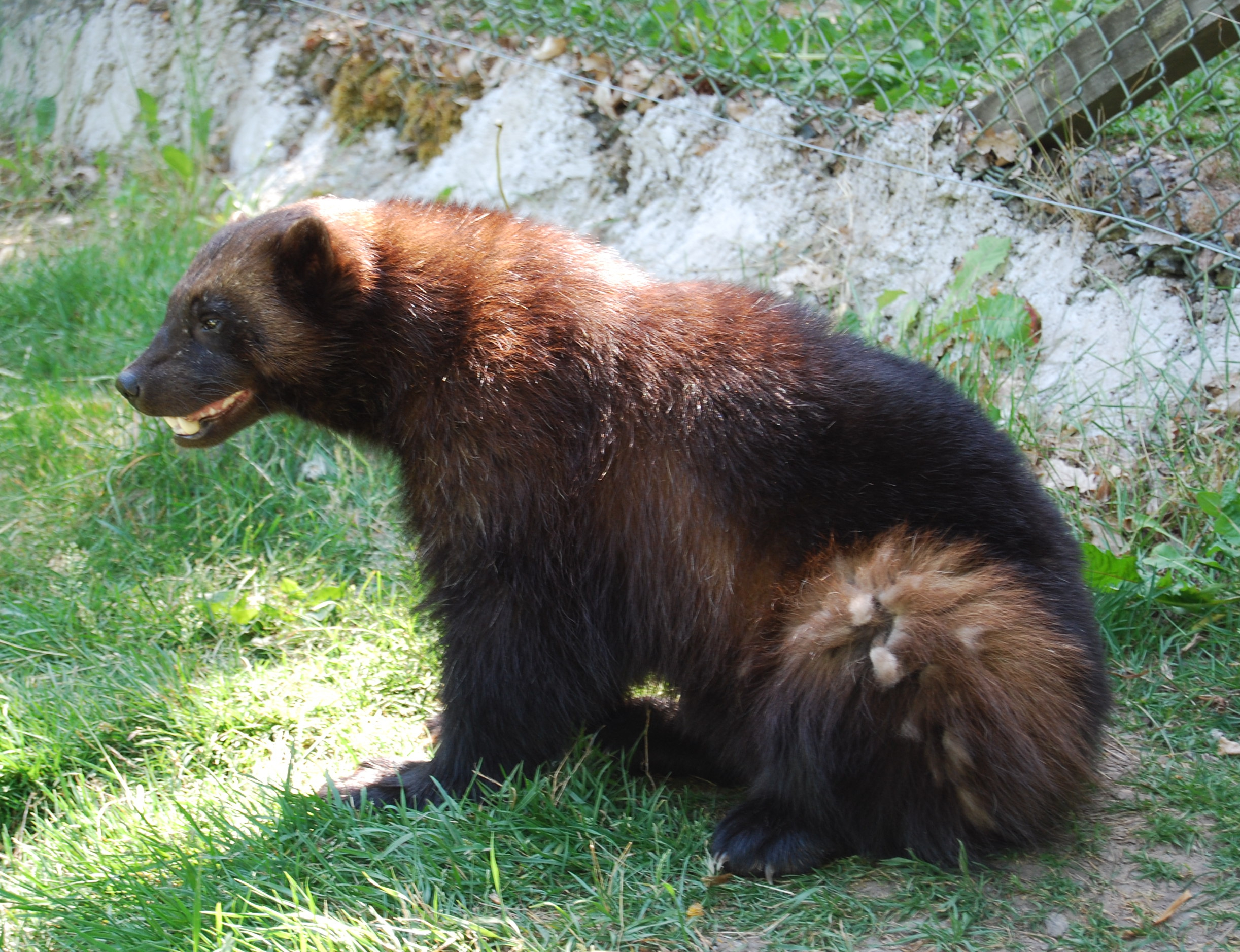
Fogvatartott példány egy bohusläni állatkertben

A rozsomák hajdan hatalmas területen terjedt el, megtalálható volt még Lengyelországban és Litvániában is. Az ember – csakúgy, mint más ragadozók esetében - valóságos irtóhadjáratot vezetett ellene, ennek következtében létszáma jelentősen csökkent.  Európában 2009-ben csak 2260 egyede élt. A vadászat, a ragadozók méreggel való irtása (a háziállatok védelmében) még mindig jelentős veszélyeztető tényező. Bár bizonyos fokú védelmet élveznek, talán rossz hírük, feltételezett „vérengző mivoltuk” miatt, kevesebb figyelmet kapnak, mint más európai ragadozók. Nagy problémát okoz, hogy a farkasok létszáma is csökkent, így kevesebb általuk elejtett rénszarvas jut az amúgy nem túl jó vadász rozsomákoknak. A kis populációsűrűség, alacsony szaporodási ráta, a magas kölyökhalandóság (első hónapban 23%) pedig nem teszi lehetővé, hogy gyorsan növekedjen a faj létszáma Európában.
Az amerikai alfaj helyzete némileg jobb, viszonylag nagy számú és stabil állományai élnek Alaszkában és Kanadában. Az Amerikai Egyesült Államok területén viszont csökkentek az állományok.
A rozsomák, amely Finnországban a legteljesebb védelmet élvezi, tenyésztési programját egy finn szakember vezeti. Európai állatkertekben nagyjából 70 egyede él, így ritka fajnak számít. Az időnként a skandináv országok menhelyeire, majd állatkertekbe kerülő, vadon született rozsomákoknak köszönhetően az állatkerti állomány  genetikai változatossága megfelelőnek mondható.
Magyarországon először 2008-ban, a Szegedi Vadasparkban találkozhattak a látogatók rozsomákkal, előtte egyetlen magyar állatkertben sem volt látható a faj. Ennek egyik oka, hogy még a szakemberek körében is sok tévhit él erről a fajról. Tény és való, hogy nagy mozgásigényének megfelelő méretű kifutót igényel, amelyet magas intelligenciája, ügyessége és ereje miatt hasonlóan biztos kerítéssel kell ellátni, mint a jóval nagyobb medvékét. 2015 óta Budapesten a Fővárosi Állat- és Növénykertben, 2020 óta Pécsett is látható a faj.